# Godzilla Resurgence
Pour plus de détails, voir Fiche technique et Distribution.
Godzilla Resurgence (シン・ゴジラ, Shin Gojira, aussi connu sous le titre Shin Godzilla) est un film japonais de science-fiction réalisé par Hideaki Anno et Shinji Higuchi, sorti en 2016.
Il s'agit du vingt-neuvième volet (et d'un reboot) de la saga Godzilla débutée en 1954. Tout comme le film original, il fait de la créature le fruit d'une contamination nucléaire. C'est aussi une satire sur la façon dont le gouvernement japonais gère le pays en temps de crise écologique (renvoyant directement au séisme de 2011 de la côte Pacifique du Tōhoku),.

## Synopsis
Les garde-côtes japonais enquêtent sur un yacht abandonné dans la baie de Tokyo, leur bateau est détruit et la Tokyo Bay Aqua-Line est inondée. Après avoir vu une vidéo virale de l'incident, le secrétaire en chef adjoint du cabinet Rando Yaguchi théorise qu'il a été causé par une créature vivante. Sa théorie est confirmée lorsque les reportages montrent une queue massive émergeant de l'océan. Peu de temps après, la créature se déplace à l'intérieur des terres et rampe dans le quartier de Kamata à Tokyo au milieu d'une évacuation inadéquate. La créature laisse un chemin de destruction et de nombreuses victimes, et évolue vers une forme bipède à la peau rouge avant de commencer à surchauffer et de retourner à la mer. Les fonctionnaires du gouvernement se concentrent sur la stratégie militaire et la sécurité civile, tandis que Yaguchi est chargé d'un groupe de travail pour rechercher la créature. En raison des lectures de rayonnement élevées, le groupe théorise qu'il est alimenté par la fission nucléaire. Les États-Unis envoient un envoyé spécial, Kayoco Anne Patterson, qui révèle qu'un professeur de zoologie en disgrâce et farouchement anti-nucléaire, Goro Maki, avait étudié les mutations causées par la contamination radioactive et théorisé l'apparence de la créature, mais il n'est pas cru par les deux Américains et les cercles scientifiques japonais. Les États-Unis l'ont alors empêché de rendre ses conclusions publiques. Le yacht abandonné découvert dans la baie de Tokyo était celui de Maki, et il y a laissé ses notes de recherche, mélangées dans un code, avant de disparaître.
La créature, nommée Godzilla après les recherches de Maki, réapparaît, maintenant deux fois sa taille d'origine et touche terre près de Kamakura en route pour Tokyo. Les Forces japonaises d'autodéfense se mobilisent, mais leurs attaques n'ont aucun effet et elles sont obligées de se retirer lorsque Godzilla franchit leurs défenses dans la ville. Les États-Unis interviennent avec un plan de frappe aérienne massivement destructeur, provoquant l'évacuation des civils et du personnel gouvernemental. Des bombardiers américains Northrop B-2 Spirit ont blessé Godzilla avec des bombes MOP "bunker-buster". Godzilla récupère rapidement et répond avec des rayons atomiques très destructeurs tirés de sa bouche et de ses plaques dorsales, qui frappent et détruisent l'hélicoptère transportant les hauts fonctionnaires du gouvernement, et tous les B-2, ainsi que l'incinération et l'irradiation de grandes étendues de Tokyo. Épuisant son énergie, Godzilla entre dans un état dormant et devient immobile. L'équipe de Yaguchi découvre que les plaques et le sang de Godzilla fonctionnent comme un système de refroidissement et théorisent qu'ils pourraient utiliser un agent coagulant pour le congeler. Après avoir analysé des échantillons de tissus, ils découvrent que Godzilla est une créature en constante évolution, capable de se reproduire de manière asexuée. Les Nations unies, conscientes de cela, informent le Japon que des armes thermonucléaires seront utilisées contre Godzilla si les Japonais ne parviennent pas à le maîtriser seuls dans quelques jours. Des évacuations sont ordonnées dans plusieurs préfectures en vue de l'attaque nucléaire. Ne voulant pas voir des armes nucléaires exploser à nouveau au Japon, Patterson utilise ses relations politiques pour gagner du temps pour l'équipe de Yaguchi, en qui le gouvernement intérimaire a peu confiance.
L'équipe de Yaguchi a une percée en déchiffrant la recherche codée de Goro Maki. Ils ajustent leur plan et se donnent les moyens de mener leur plan de gel profond avec le soutien international. Quelques heures avant l'attaque nucléaire prévue, le Japon adopte le plan de gel. Godzilla est poussé à dépenser son souffle atomique et son énergie contre les drones américains. L'équipe fait ensuite exploser des explosifs dans les bâtiments voisins et dans des trains envoyés vers les pieds de Godzilla, renversant le monstre et donnant aux pétroliers pleins de coagulant l'occasion de l'injecter dans la bouche de Godzilla. Bien que beaucoup soient tués dans le processus, Godzilla est finalement refroidi jusqu’à geler avec succès. Dans la foulée, on découvre que les retombées de Godzilla ont une demi-vie très courte et que Tokyo peut bientôt être reconstruite. La communauté internationale accepte d'annuler l'attaque nucléaire, mais le nouveau gouvernement japonais accepte que, en cas de réveil de Godzilla, une frappe nucléaire immédiate sera exécutée. La dernière scène du film montre que sur la queue de Godzilla, des créatures humanoïdes semblent émerger et ont été figées en même temps que le kaijū.

## Fiche technique
- Titre original : シン・ゴジラ (Shin Gojira?)

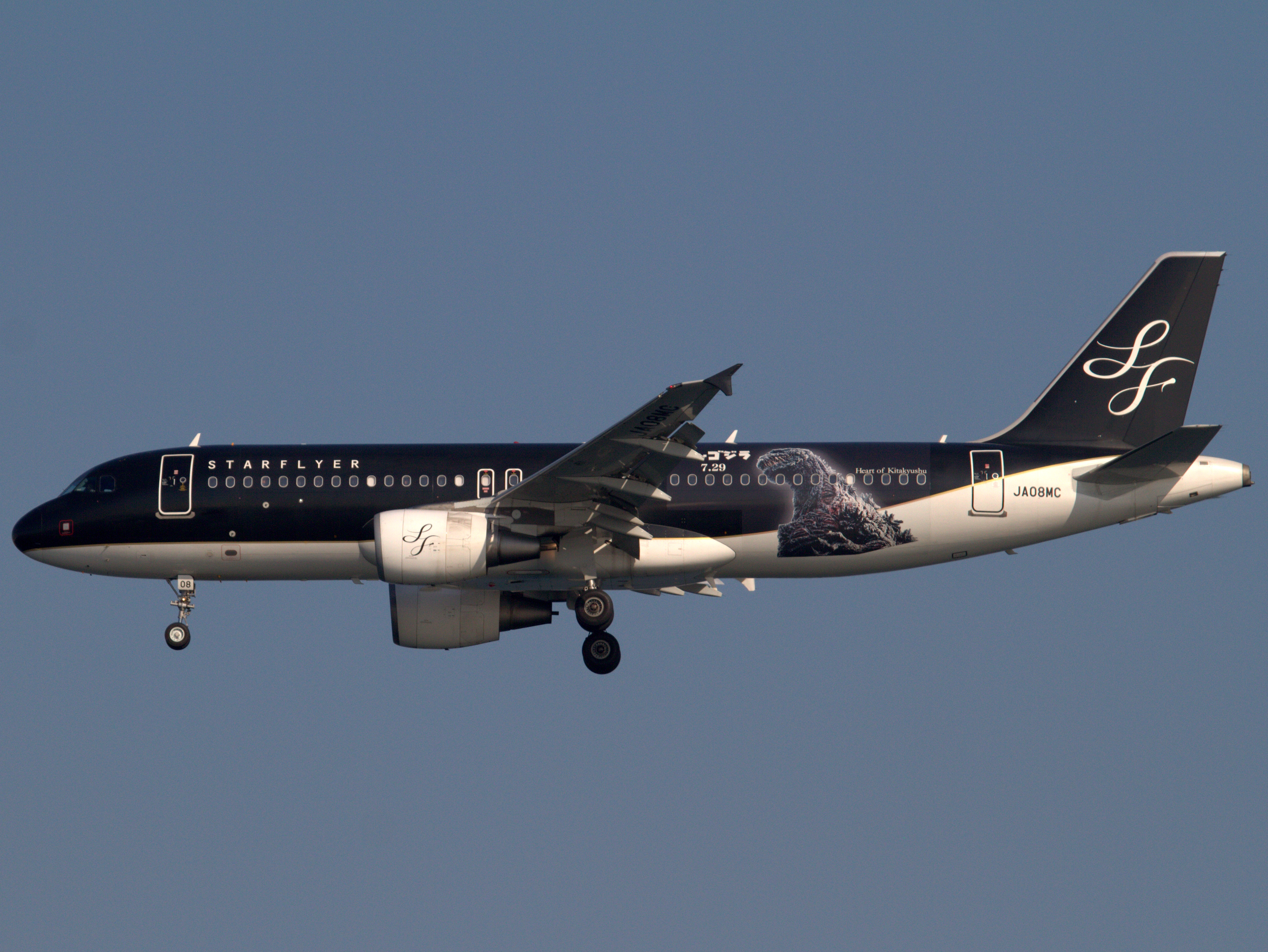
Airbus A320 de StarFlyer avec une livrée du film Godzilla Resurgence.

- Titre international : Godzilla Resurgence / Shin Godzilla[3]
- Réalisation : Hideaki Anno et Shinji Higuchi
- Scénario : Hideaki Anno
- Production : Minami Ichikawa[4], Taichi Ueda[5]
- Sociétés de production : Tōhō et Tohokushinsha Film Corporation[6]
- Société de distribution : Tōhō
- Photographie : Kosuke Yamada
- Musique : Shirō Sagisu[7],[8]
- Budget : 15 000 000 $[9]
- Pays d'origine :  Japon
- Langue originale : japonais
- Genres : science-fiction, film d'action, kaijū eiga
- Monstre(s) : Godzilla
- Durée : 120 minutes
- Dates de sortie :
  - Japon : 29 juillet 2016[3]
  - États-Unis : 3 octobre 2016[3]
  - France : 10 décembre 2017 (Au Paris International Fantastic Film Festival)[3],[10], 15 février 2019 (A la Cinémathèque française), 1er janvier 2024 (sur Filmo)

## Distribution
- Hiroki Hasegawa : Rando Yaguchi[11]
- Satomi Ishihara : Kayoko Ann Patterson[12]
- Yutaka Takenouchi : Hideki Akasaka[13]

## Autour du film
Après toute une série de films à grand spectacle de Godzilla en 1954 à Final Wars en 2004, la compagnie Tōhō décide de revenir aux sources de sa licence emblématique. Alors que le Godzilla original de Ishirō Honda était une métaphore des bombardements atomiques d'Hiroshima et de Nagasaki, Shin Godzilla renvoie directement à la catastrophe nucléaire de Fukushima de 2011. Le film ne laisse aucun doute sur le fait que la plus grande menace pour le Japon ne vient pas de l'extérieur mais de l'intérieur, avec sa bureaucratie gouvernementale incapable d'agir en temps de crise et de résister fermement à la pression étrangère. Shin Godzilla a été un succès commercial au Japon, alliant techniques traditionnelles et images de synthèse sous la direction d'Hideaki Anno et de Shinji Higuchi.
Lors des Japan Academy Prize de 2017 (l'équivalent japonais des Oscars américains ou des César du cinéma français), Shin Godzilla a remporté sept prix récompensant la réalisation, le montage, la photographie, la direction artistique, la lumière et le son.